# Australie au Concours Eurovision de la chanson 2025
L'Australie est l'un des trente-sept pays participants du Concours Eurovision de la chanson 2025, qui se tient du 13 au 17 mai 2025 à Bâle en Suisse.

Le pays est représenté par Go-Jo avec sa chanson Milkshake Man.

## Sélection
Le 25 février 2025, SBS annonce Go-Jo comme représentant de l'Australie au Concours Eurovision de la chanson 2025. Le même jour, sa chanson Milkshake Man est révélée au public.

## À l'Eurovision
Lors du Concours ayant eu lieu du 13 au 17 mai 2025, l'Australie participa et ouvra la deuxième demi-finale du 15 mai mais se classa 11e avec 41 points, un placement ne lui permettant pas de se qualifier pour la finale du 17 mai,.